# Diecezja Alexandrii
Diecezja Alexandrii (łac. Dioecesis Alexandrina in Louisana, ang. Diocese of Alexandria) jest diecezją Kościoła rzymskokatolickiego w metropolii Nowy Orlean w Stanach Zjednoczonych w północnej części stanu Luizjana. 

## Historia
Pierwsze wzmianki o obecności katolików na terenach należących do dzisiejszej diecezji Alexandria pochodzą z początków XVIII w. W roku 1725 w mieście Natchitoches było 50 katolickich rodzin. Nie zachowały się żadne źródła co do dalszej historii katolicyzmu na tych terenach, aż do pierwszej połowy XIX w. Księża prawdopodobnie odwiedzali te tereny, świadczą o tym katolickie nazwy miejscowości i rzek przyległych do Missisipi. W latach 40. XIX w. kapłani z Teksasu i Kentucky prowadzili misje wśród miejscowej ludności. Zbyt mała liczba księży powodowała, że wierni, by otrzymać sakramenty, pływali barkami aż do Nowego Orleanu. Pierwszy Synod Plenarny w Baltimore z roku 1852 wystosował prośbę do Stolicy Apostolskiej o utworzenie administratury dla północnych terenów Luizjany. Diecezja Natchitoches została kanonicznie erygowana 29 lipca 1953 przez papieża Piusa IX. Wyodrębniono ją z archidiecezji Nowy Orlean. Pierwszym ordynariuszem został kapłan pracujący duszpastersko w Natchitoches Augustus Marie Martin (1803-1875). 6 sierpnia 1910 siedzibę diecezji przeniesiono do miasta Alexandria, bardziej rozwiniętego i posiadającego linię kolejową. 18 października 1976 do nazwy diecezji dodano człon Shreveport, a konkatedrą został kościół św. Jana Berchmansa w tymże mieście. 16 czerwca 1986 z północnych terenów wyodrębniono diecezję Shreveport.

## Główne świątynie
- Katedra: Katedra św. Franciszka Ksawerego w Alexandrii
- Bazylika mniejsza: Bazylika Niepokalanego Poczęcia Najświętszej Maryi Panny w Natchitoches

## Ordynariusze
- Augustus Marie Martin (1853-1875)
- Francis Xavier Leray (1876-1879)
- Anthony Durier (1884-1904)
- Cornelius Van de Ven (1904-1932)
- Daniel Francis Desmond (1932-1945)
- Charles Pasquale Greco (1946-1973)
- Lawrence Preston Joseph Graves (1973-1982)
- William Friend (1982-1986)
- John Favalora (1986-1989)
- Sam Jacobs (1989-2003)
- Ronald Herzog (2004-2017)
- David Talley (2017-2019)
- Robert Marshall (od 2020)